# Lugny-Champagne
Lugny-Champagne é uma comuna francesa na região administrativa do Centro, no departamento Cher. Estende-se por uma área de 29,57 km². Em 2010 a comuna tinha 140 habitantes (densidade: 4,7 hab./km²).